# Urbonas
Urbonas ist ein litauischer männlicher Familienname.

## Ableitungen
- Urbonavičius

## Weibliche Formen
- Urbonaitė (ledig)
- Urbonienė (verheiratet)

## Personen
- Darius Urbonas (*  1974), Verwaltungsrechtler und Politiker, Vizeminister des Innens
- Sigitas Urbonas (* 1942), Politiker, Bürgermeister von Prienai und  Mitglied im Seimas
- Vidmantas Urbonas (* 1958), Extremsportler, Triathlet und Langstreckenschwimmer